# Carine Blamdai
Carine Blamdai, född 24 augusti 2000, är en volleybollspelare (centerer). Hon spelar med Kameruns landslag och har med dem deltagit i VM 2022 och vunnit afrikanska mästerskapet 2021. På klubbnivå spelar hon för Bafia Evolution.